# Metioche kotoshoensis
Metioche kotoshoensis är en insektsart som först beskrevs av Tokuichi Shiraki 1930.  Metioche kotoshoensis ingår i släktet Metioche och familjen syrsor. Inga underarter finns listade i Catalogue of Life.